# Кулен
Кулен Белый (гэльск. Cuilén mac Iduilb, англ. Cuilén, умер в 971) — король Альбы (Шотландии) (967—971), сын короля Индульфа.

## Биография
Кулен захватил шотландский престол, убив в 967 году своего родственника Дуффа. Хронисты характеризуют Кулена как бестолкового правителя и развратника. В 971 году он силой овладел дочерью короля Стратклайда Амдарха. Разгневанный отец застал Кулена и его брата Эохада в Ибандонии и сжёг замок, в котором те пировали. Оба брата сгорели заживо.